# آلکساندر سارگسیان
آلکساندر (ساشیک) آزاتی سارگسیان (ارمنی: Ալեքսանդր (Սաշիկ) Ազատի Սարգսյան؛ زادهٔ ۱۰ ژانویهٔ ۱۹۵۶) یک کارآفرین و سیاستمدار اهل ارمنستان است که از تاریخ ۲۰۰۳ تا تاریخ ۲۰۱۱ سمت نمایندگی دوره سوم مجلس ملی جمهوری ارمنستان را برعهده داشت.

## زندگی‌نامه
در ۱۰ ژانویه ۱۹۵۶ در استپاناکرت به دنیا آمد . وی برادر سرژ سارگسیان می‌باشد.